# Дампьер-сюр-Линот
Дампье́р-сюр-Лино́т (фр. Dampierre-sur-Linotte) — коммуна во Франции, находится в регионе Франш-Конте. Департамент — Верхняя Сона. Входит в состав кантона Монбозон. Округ коммуны — Везуль.
Код INSEE коммуны — 70197.

## География
Коммуна расположена приблизительно в 330 км к юго-востоку от Парижа, в 34 км северо-восточнее Безансона, в 14 км к юго-востоку от Везуля.
По территории коммуны протекает небольшая река Линот (фр. Linotte).

## Население
Население коммуны на 2010 год составляло 750 человек.
| 1962 | 1968 | 1975 | 1982 | 1990 | 1999 | 2010 |
| ---- | ---- | ---- | ---- | ---- | ---- | ---- |
| 529  | 715  | 606  | 709  | 697  | 698  | 750  |

## Администрация
| Период | Период | Фамилия            | Партия | Примечания |
| ------ | ------ | ------------------ | ------ | ---------- |
| 1989   | 2001   | Жан Сибиль         |        |            |
| 2001   | 2008   | Жильбер Гранжо     |        |            |
| 2008   | 2014   | Марсьяль Маршезини |        |            |

## Экономика
В 2010 году среди 455 человек трудоспособного возраста (15—64 лет) 348 были экономически активными, 107 — неактивными (показатель активности — 76,5 %, в 1999 году было 73,7 %). Из 348 активных жителей работали 320 человек (170 мужчин и 150 женщин), безработных было 28 (15 мужчин и 13 женщин). Среди 107 неактивных 34 человека были учениками или студентами, 51 — пенсионерами, 22 были неактивными по другим причинам.

## Фотогалерея

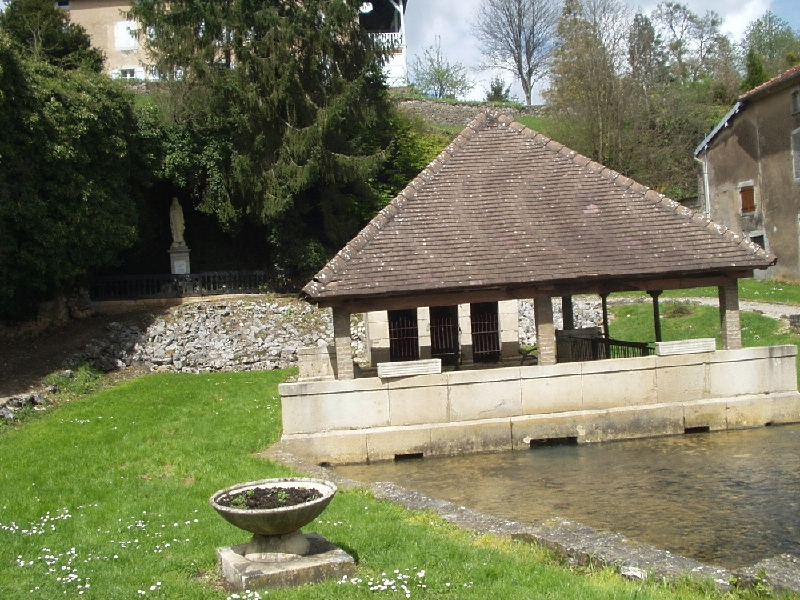
Источник Сен-Менбёф
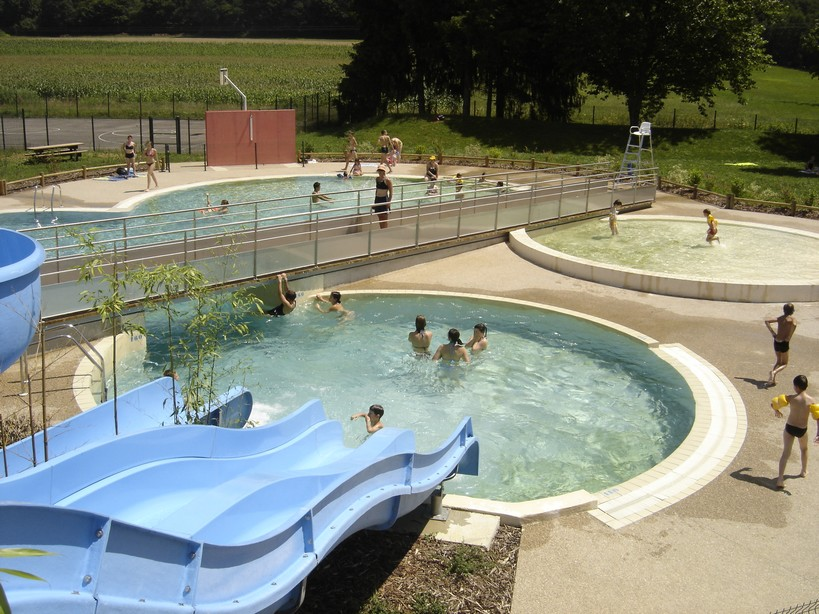
Аквапарк
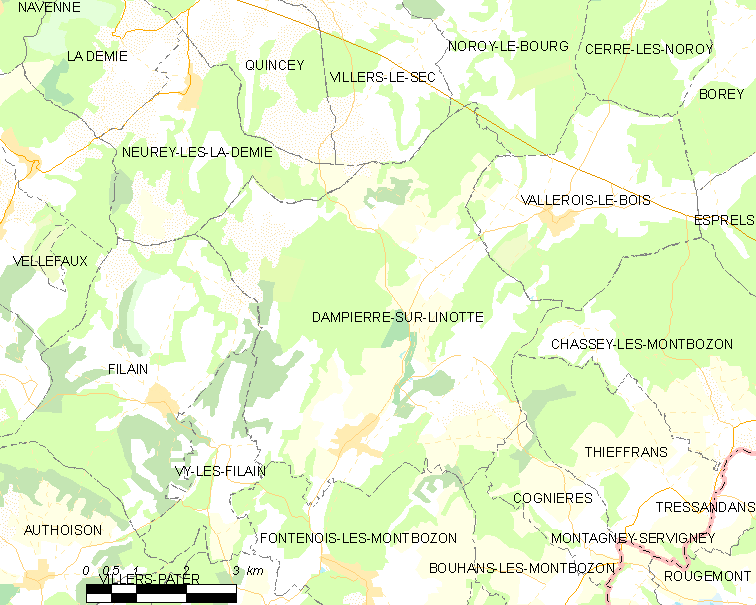
Карта коммуны